# Jennifer Baxter
Pour les articles homonymes, voir Baxter.
Jennifer Baxter est une actrice canadienne née en 1976 à Vancouver (Canada).

## Filmographie
- 1993 : It's Alive! (série télévisée)
- 1995 : Who Rules? (série télévisée)
- 1998 : SketchCom (série télévisée) : Varié (The Bobroom)
- 2000 : Drop the Beat (série télévisée) : Kat
- 2000 : Tribulation : Infirmière
- 2000 : The Bobroom (TV) : Personnages variés
- 2000 : Washed Up : Stacy1
- 2000 : Fréquence interdite (Frequency) : Jeune femme #2
- 2001 : Les Hommes de main (Knockaround Guys) : Terri la serveuse
- 2002 : A Dozen for Lulu (vidéo)
- 2003 : America's Prince: The John F. Kennedy Jr. Story (TV) : Lauren Bessette
- 2003 : Cœur à prendre (Open House) (TV) : Karla
- 2003 : Detention : Margo Conroy
- 2003 : Love, Sex and Eating the Bones : Trish Papandreou
- 2003 : The Republic of Love : Patsy
- 2004 : Ham & Cheese : Katie Reed
- 2004 : Coup de cœur, coup de foudre (Perfect Strangers) (TV) : Betsy
- 2005 : Trump Unauthorized (TV) : Marla Maples
- 2005 : Le Territoire des morts (Land of the Dead) : Nombre 9
- 2005 : Dark Water (Dark Water) : Mary
- 2005 : The 6th Annual Canadian Comedy Awards (TV) : Nominee (Best Female Film Performance)
- 2006 : The Game (série TV) : Kelly Pitts
- 2006 : Billable Hours (série TV) : Robin Howland